# Гала (шахматы)
Гала, также известна как фермерские шахматы. В них играли немецкие фермеры в Средние века.
Играют в них на доске 10х10. В углах доски области размером 4х4, отличаются от области в середине.
Каждый игрок имеет в своем распоряжении: два короля, пять ладей, пять слонов и восемь пешек.
Белые
Король a1, j1; Ладья a3, b2, c1, i1, j2; Слон a2, b1, h1, i2, j3; Пешка a4, b3, c2, d1, g1, h2, i3, j4.
Чёрные
Король a10, j10; Ладья a9, b10, h10, i9, j8; Слон a8, b9, c10, i10, j9; Пешка a7, b8, c9, d10, g10, h9, i8, j7.
Ходы фигур в Гала зависят от того, где они находятся. Находясь в середине ходы фигур могут измениться. Также, есть ограничения на взятие фигур соперника.
Короли ходят, как обычные короли. Дополнительно, находясь на одном из четырёх центральных полей, король может переместиться на любое не занятое поле, бывшее свободным в начале игры. Например, он может прыгнуть с е5 на b4, но на а4 не может. Короли могут брать вражеские фигуры, пересекая линии, отделяющие среднюю зону.
В углу доски Ладья ходит как обычная ладья, в средней зоне она ходит как слон в классических шахматах. Пересекая линию, отделяющую середину, ладья продолжает движение. Ладья не может пересечь линию дважды за один ход. Если, пересекая линию, ладья переместилась на один шаг, она может продолжать движение на произвольное число шагов. В противном случае, продолжая движение, она может переместиться ещё на один шаг. Ладья может брать вражеские фигуры, пересекая линии, отделяющие середину.
Слон полная противоположность ладьи. В углу он ходит как обычный слон, а в средней зоне как ладья. Пересекая линию, отделяющую среднюю зону, слон продолжает движение. Слон не может пересечь линию дважды за один ход. Если, пересекая линию, слон переместился на один шаг, он может продолжать движение на произвольное число шагов. В противном случае, продолжая движение, он может переместиться ещё на один шаг. Слон может брать вражеские фигуры, пересекая линии, отделяющие среднюю зону, но не может брать фигуры, находящиеся на соседнем поле, «ходом ладьи» (такое может произойти лишь при выходе из средней зоны), например, слон на e2 не может взять фигуру, находящуюся на d2.
Пешка ходит по диагонали к средней зоне. Пешки могут сделать первый ход на 2 поля, если линия отделяющая среднюю зону не была пересечена первым шагом (таким образом, это могут сделать две средние пешки в каждом углу). В средней зоне и в углах соперника, пешки могут ходить на одну клетку в любом направлении. Пешки могут брать другие фигуры после пересечения линии, отделяющей среднюю зону.
Цель игры — привести двух своих королей на любые из четырёх центральных квадратов. Теряя одного из королей, игрок не может добиться победы, но может свести партию к ничьей, взяв одного из королей противника. Когда игрок ставит шах королю противника, он говорит «Гала». Если король не убирается из под шаха, он может быть съеден следующим ходом. Потеря двух королей приравнивается к поражению.